# Tsrasar
Tsrasar (azerbajdzjanska: Ketidağ, armeniska: Ծարասար Լեռ) är ett berg i Armenien, på gränsen till Azerbajdzjan. Det ligger i den västra delen av landet, 300 km väster om huvudstaden Baku. Toppen på Tsrasar är 3 426 meter över havet, eller 217 meter över den omgivande terrängen. Bredden vid basen är 4,2 km.
Terrängen runt Tsrasar är huvudsakligen kuperad, men den allra närmaste omgivningen är bergig. Runt Tsrasar är det ganska glesbefolkat, med 25 invånare per kvadratkilometer.. Närmaste större samhälle är Kerbakhiar, 16,9 km nordost om Tsrasar. 
Trakten runt Tsrasar består i huvudsak av gräsmarker.